# Kabelo Makatile
Kabelo Makatile, né le 21 mars 2002 à Maseru, est un coureur cycliste lésothien. Durant sa carrière, il évolue notamment avec l'équipe du Centre mondial du cyclisme.

## Biographie
Kabelo Makatile est originaire de Maseru, la capitale du Lesotho. Dès son plus jeune âge, il commence à s'intéresser au cyclisme grâce à son père, qui pratique lui-même ce sport en compétition. Il obtient son premier vélo à cinq ans, et s'inscrit sur sa première course en 2011, vers ses huit ans. Dans les catégories de jeunes, il participe à des compétitions sur route et en VTT. Il se fait alors remarquer sur ses terres natales en dominant les cyclistes de sa génération. Grâce à ses performances, il effectue un premier stage au Centre mondial du cyclisme en 2021. Il bénéficie à cette occasion du soutien de l'UCI, qui lui accorde une bourse,. 
Lors de la saison 2022, il est aligné aux Jeux du Commonwealth, sous les couleurs de sa sélection nationale. En 2023, il représente le Lesotho aux championnats d'Afrique. Il est à cette occasion le seul lésothien présent au départ, car sa fédération n'a pas les moyens financiers d'aligner d'autres compatriotes à ses côtés. Cette même année, il participe au championnat du monde espoirs, organisé en Grande-Bretagne. Il court aussi chez les amateurs français durant quelques semaines avec le Vélo Club Dinannais. 
En janvier 2024, il prend part aux Jeux africains, qui ont lieu au Ghana. Quelques mois plus tard, il dispute le Tour d'Algérie avec l'équipe du Centre mondial du cyclisme. Il fait ensuite son retour sur le territoire breton en participant à quelques épreuves. On le retrouve ainsi au départ du Grand Prix de Plouay, inscrit au calendrier de l'UCI Europe Tour. Mi-septembre, il se classe 75e du Tour de Rhuys. 
En 2025, il remporte la course en ligne et le contre-la-montre aux championnats du Lesotho. Sa jeune sœur Pontšo réalise quant à elle ce doublé chez les femmes. Du 15 février au 15 mars, il s'entraîne au Cap dans une filiale liée au Centre mondial du cyclisme, où il poursuit sa formation.

## Palmarès et résultats

### Par année
- 2021
  -  Champion du Lesotho sur route juniors
- 2022
  -  Champion du Lesotho sur route
- 2023
  -  Champion du Lesotho sur route
- 2025
  -  Champion du Lesotho sur route
  -  Champion du Lesotho du contre-la-montre

### Classements mondiaux
| Année                                 | 2022 | 2023  | 2024  |
| ------------------------------------- | ---- | ----- | ----- |
| Classement mondial                    | 984e | 1130e | 2775e |
| UCI Africa Tour                       | 46e  | 58e   | 210e  |
|                                       |      |       |       |
| Légende : nc = non classéSource : UCI |      |       |       |